# اچ‌ام‌اس هیلاری (۱۹۰۸)
اچ‌ام‌اس هیلاری (۱۹۰۸) (به انگلیسی: HMS Hilary (1908)) یک زیردریایی بود که طول آن ۴۱۸ فوت ۶ اینچ (۱۲۷٫۵۶ متر) بود. این زیردریایی در سال ۱۹۰۸ ساخته شد.